# Rudolf Wild

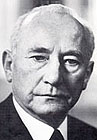
Rudolf Wild

Rudolf Wild (* 25. Februar 1904 in Wiesloch; † 16. September 1995 in Eppelheim) war ein deutscher Unternehmer und Gründer des Unternehmens Wild, eines Herstellers von Zutaten und Vorprodukten für die Lebensmittelindustrie.

## Leben
Rudolf Wild ist der Sohn von August Wild und Karoline geb. Burkart. Seine Eltern waren Christen jüdischen Ursprungs. Er studierte Chemie in Heidelberg, Frankfurt und Freiburg und war Mitglied in der Burschenschaft Allemannia Heidelberg. 1931 gründete er mit seiner späteren Ehefrau Leonie Wild in der Heidelberger Marstallstraße sein erstes Unternehmen – das Zick Zack Werk Rudolf Wild – und kaufte zusammen mit ihr ein Grundstück im Süden der Gemeinde Eppelheim. 1934 heiraten beide. 1937 zog das junge Unternehmen, welches nun Rudolf-Wild-Werke hieß, bereits auf ein großes Gelände – mit einem stark baufälligen Gebäude einer ehemaligen Glasfabrik – nach Eppelheim um. Als er im März 1942 im Zweiten Weltkrieg als Soldat zur Wehrpflicht eingezogen wurde, leitete seine Frau das Unternehmen mit 100 Mitarbeitern bis 1945 mehrere Jahre. Während des Krieges diente er in Italien als Fahrer eines Wehrmachtsoffiziers und beging in den letzten Wirren des Kriegs Fahnenflucht. Drei Jahre nach Kriegsende spendete er jeweils eine Glocke für die evangelische Pauluskirche und die katholische Kirchengemeinde Eppelheims.
Wild hatte sich zum Ziel gesetzt, Grundstoffe für alkoholfreie Getränke ausschließlich aus natürlichen Rohstoffen herzustellen. 1951 präsentierte er auf der Messe Interbrau unter der Marke Libella das erste alkoholfreie Getränk auf rein natürlicher Basis, frei von künstlichen Aroma-, Konservierungs- und Farbstoffen. Des Weiteren entwickelte er den „Standbodenbeutel“, die charakteristische Verpackung der ebenfalls von ihm erfundenen Capri-Sonne. Unter seiner Führung entwickelte sich Wild zu einem weltweit tätigen Unternehmen.
Seine Söhne Hans-Peter Wild und Rainer Wild stiegen in den 1970er Jahren in das Unternehmen ein.

## Sport
Wild spielte Rugby und war ein erfolgreicher Ruderer. Bei den deutschen Ruder-Meisterschaften 1927 und 1928 belegte er im Zweier ohne Steuermann zusammen mit Heinrich Bender (beide vom Heidelberger RK 1872) jeweils Silber. Zudem nahm er an den Olympischen Sommerspielen 1928 in Amsterdam teil.

## Auszeichnungen, Würdigung

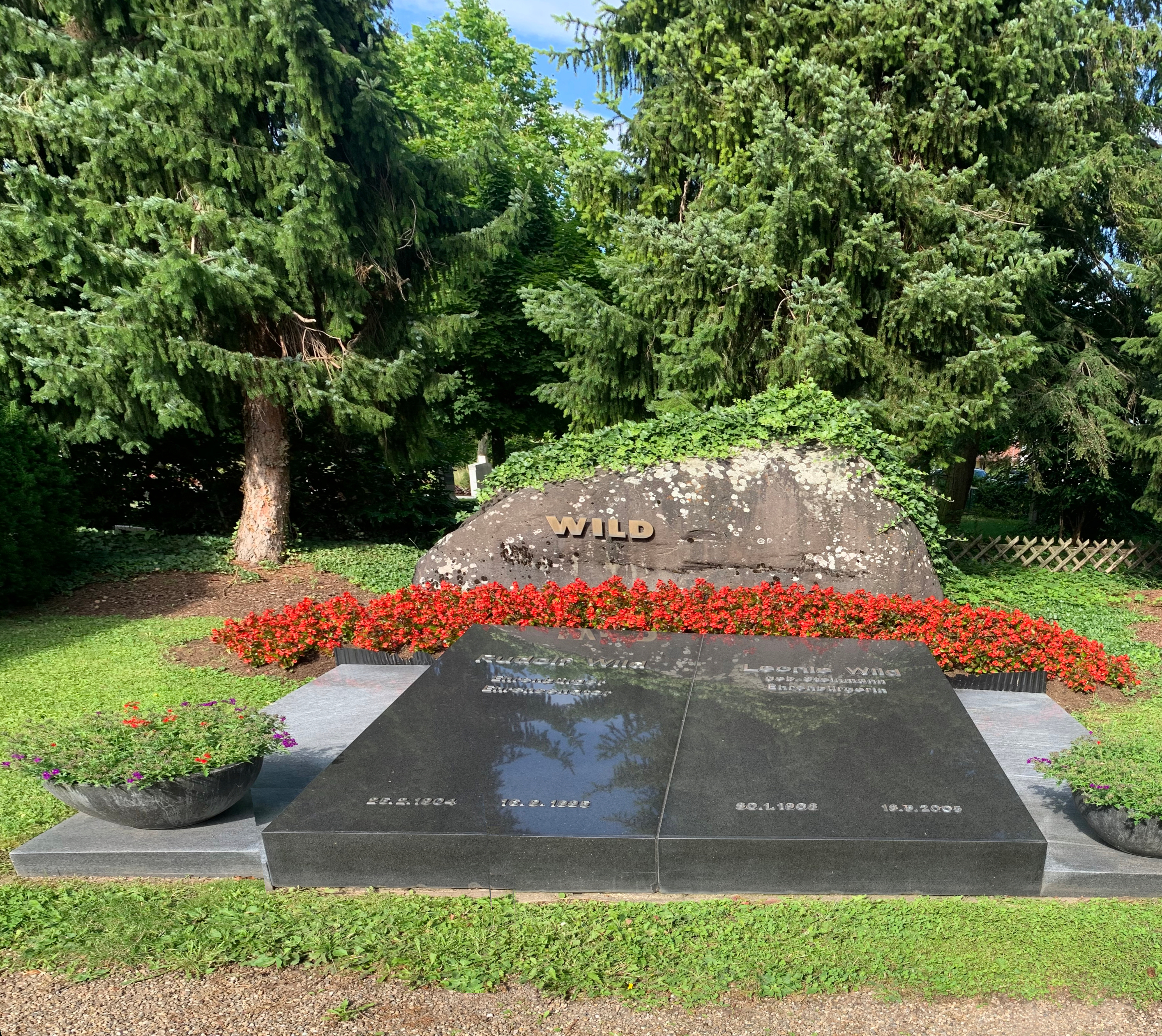
Grab von Leonie und Rudolf Wild auf dem Friedhof Eppelheim

In Anerkennung seiner Verdienste um die Bürger, aber auch um die Gemeinde Eppelheim, wurde er 1979 zum Ehrenbürger der Gemeinde ernannt. Im selben Jahr erhielt er die Staufermedaille des Landes Baden-Württemberg. 1985 verlieh das Maison Internationale des Intellectuels (M.I.D.I.) Rudolf Wild die Würde des Senators h. c.
Anlässlich seines 85. Geburtstages erhielt Rudolf Wild 1989 vom damaligen baden-württembergischen Ministerpräsidenten Lothar Späth für sein Lebenswerk das Große Verdienstkreuz mit Stern. Für seine langjährige finanzielle und ideelle Unterstützung zu Gunsten der Ruprecht-Karls-Universität Heidelberg erhielt Rudolf Wild 1994 die Ehrenmedaille der Universität und wurde deren Ehrenmitglied.
In Eppelheim sind die Rudolf-Wild-Straße und die Rudolf-Wild-Halle (Gemeindehalle) nach ihm benannt.